# Gare de Bourg-Bruche
Gare de Bourg-Bruche – przystanek kolejowy w miejscowości Bourg-Bruche, w departamencie Dolny Ren, w regionie Grand Est, we Francji. Jest zarządzany przez SNCF i obsługiwany przez pociągi TER Alsace.

## Położenie
Znajduje się na linii Strasburg – Saint-Dié, na km 58,462, między stacjami Saulxures i Saales, na wysokości 506 m n.p.m.

## Historia
Stację otwarto w 1889 przez Direction générale impériale des chemins de fer d’Alsace-Lorraine, kiedy otwarto odcinek linii Rothau do Saales.

## Linie kolejowe
- Strasburg – Saint-Dié